# Militärflugplatz Baldonnel

i7
i11
i13
Baldonnel (irisch Baile Dhónaill, ICAO-Code: EIME) ist ein Militärflugplatz, der ca. 16 km südwestlich des Stadtzentrums von Dublin an der M7 liegt und auch als Casement Aerodrome (Aeradróm Mhic Easmainn, nach Roger Casement) bekannt ist.
Der Flugplatz wurde 1922 von zwei Piloten der Royal Air Force gegründet. Am 12. April 1928 erlangte der Flugplatz Berühmtheit, weil von hier die Bremen, eine deutsche Junkers-W33-Maschine, zu ihrem Flug über den Ozean nach Amerika aufbrach, der als erste Ost-West-Überquerung des Atlantiks per Flugzeug in die Luftfahrtgeschichte einging.
Am 18. Juli 1938 landete Douglas Corrigan nach einem 28-stündigen Flug aus New York City kommend in Baldonnel, obwohl er eigentlich nach Kalifornien fliegen wollte. Schuld waren nach seinen Angaben ein Instrumentenfehler und schlechte Sicht, doch wird angenommen, dass Corrigan den nicht genehmigten Flug absichtlich unternahm.
Der Flugplatz wird heute zum großen Teil militärisch vom irischen Air Corps und der NATO genutzt. Auf dem Gelände werden einige historische Flugzeuge aufbewahrt, die jedoch nur nach Absprache zugänglich sind.
Der Flugplatz dient als Basis für einen Rettungshubschrauber und im südlichen Teil befindet sich ein Segelfluggelände.
Ebenfalls auf dem Gelände des Flugplatzes wird eine Meteorologische Station des Irish National Meteorological Service betrieben.
Da die Wetterbedingungen in Baldonnel besser sind als am Flughafen Dublin, wurde wiederholt über eine zivile Nutzung nachgedacht.